# Онайда (индейская резервация, Нью-Йорк)
Онайда (англ. Oneida Reservation), также Онайда-Нейшен (англ. Oneida Nation Reservation) — индейская резервация, расположенная в центральной части штата Нью-Йорк, США.

## История
Родина народа онайда до появления европейцев состояла из более чем 24 000 км², простирающихся от реки Святого Лаврентия на севере до реки Саскуэханна. На востоке располагались земли мохоков, на западе — онондага. Во время Американской революции онайда и тускарора присоединились к повстанцам, в отличие от мохоков, кайюга, сенека и онондага, которые поддержали британцев.
В 1794 году, после поражения Британской империи, Джордж Вашингтон подписал договор Канандайгуа, признающий племя онайда суверенным образованием. Для онайда была образована резервация площадью 1 214 км². Во время периода переселения индейцев в 1830-х годах большая часть племени была вынуждена продать свои земли и переехать в Висконсин. К началу 1900-х годов незаконные государственные договоры почти полностью лишили онайда земли на их родине. Племени пришлось обратиться в суд, чтобы вернуть последние 32 акра, предоставленные им. В 1919 году федеральное правительство подало иск в окружной суд США, чтобы помочь индейскому племени онайда вернуть себе эту землю. Суд вынес решение в пользу племени. Год спустя Апелляционный суд второго округа США подтвердил решение окружного суда.

## География
Резервация расположена в северо-восточной части округа Мадисон, примерно в 35 км к востоку от города Сиракьюс и в 24 км к западу от города Ютика.
Общая площадь резервации составляет 0,21 км². Административным центром резервации является город Онайда.

## Демография
Согласно федеральной переписи населения 2010 года в резервации проживало 25 человек.
В 2019 году в резервации проживало 14 человек, по расовому составу все они принадлежали к коренным американцам. Население резервации по возрастному диапазону распределилось следующим образом: 0 % — жители младше 18 лет, 0 % — от 18 до 24 лет, 71,4 % — от 25 до 44 лет, 0 % — от 45 до 64 лет, и 28,6 % — в возрасте 65 лет и старше.

## Комментарии
1. ↑  Сам город не входит в состав резервации, а является лишь штаб-квартирой племени.